# Diplotaxis puberula
Diplotaxis puberula är en skalbaggsart som beskrevs av Leconte 1863. Diplotaxis puberula ingår i släktet Diplotaxis och familjen Melolonthidae. Inga underarter finns listade i Catalogue of Life.